# Villatuelda
Villatuelda es un municipio español de la provincia de Burgos (Castilla y León). Pertenece a la comarca Ribera del Duero y al partido judicial de Aranda de Duero.

## Geografía
Villatuelda está situada en el suroeste de la provincia de Burgos, concretamente en el Valle del Esgueva (subcomarca de la Ribera del Duero). Está cerca de Roa y de Aranda de Duero.

## Historia

Armas de los de la Cerda. Duques de Medinaceli.

El actual pueblo de Villatuelda fue fundado durante la Reconquista (a mediados del siglo X) por un foramontano visigodo llamado Théudila, dando lugar al nombre de "Villa Theodila" o "Villa de Teodla" (952) y después "Villa Teudela" (959) que derivaría en el actual Villatuelda.
A lo largo de la historia, el lugar de Villatuelda perteneció a la corona y a diversos señores; a partir del siglo XVI, estuvo bajo la jurisdicción del Ducado de Medinaceli hasta la desamortización de Mendizábal.
A la caída del Antiguo Régimen quedó constituido como  ayuntamiento constitucional del mismo nombre, en el partido de Roa, perteneciente a la región de Castilla la Vieja.

### sigloXIX
Así se describe a Villatuelda en la página 290 del tomo XVI del Diccionario geográfico-estadístico-histórico de España y sus posesiones de Ultramar, obra impulsada por Pascual Madoz a mediados del siglo XIX:

VILLATUELDA

Lugar con ayuntamiento en la provincia, audiencia territorial, capitanía general de Burgos (12 leguas), partido judicial de Roa (3), diócesis de Osma (13).
Situado en un valle; reinan los vientos del N y O; su clima es frío y húmedo y se padecen catarros y fiebres intermitentes.
Tiene 32 casas; escuela de instrucción primaria; una iglesia parroquial (San Mamés) servida por un cura párroco y un sacristán.
El término confina N y E Terradillos; S Olmedillo, y O Torresandino.
El terreno es en parte gredoso, y en parte arcilloso; su monte está poblado de robles; le fertiliza el río Esgueva.
Hay caminos locales y provinciales en mediano estado.
El correo se recibe de Aranda de Duero los miércoles y sábados, y se despacha en iguales días.
Producciones: cereales, legumbres, patatas, cáñamo y vino; cría ganado lanar y vacuno, y caza de liebres y perdices.
Población: 28 vecinos, 95 almas.

Capital productivo: 778.700 reales. Imponible: 75.705. Contribución: 1.362 reales 9 maravedíes.

### Anécdotas históricas
Siglo XV
- Alonso López, judío converso,[5] zapatero y vecino de Villatuelda es denunciado por vecinos de Terradillos de Esgueva al Tribunal de la Inquisición. Puede verse la información en Nota acerca de la expulsión de los judíos en la diócesis de Osma, de Enrique Cantera Montenegro[6] y en Intolerancia e Inquisición, de José Antonio Escudero.[7]

Siglo XVI
- Martín de Ayuso, hijo de Juan y Juana de Ayuso y natural de Villatuelda, aparece citado como poblador embarcado para el Río de la Plata en Colección de documentos sobre los conquistadores y pobladores del Río de la Plata, de Jorge F. Lima y Hernán Carlos Lux-Wurm, Revista del Instituto Histórico Municipal de San Isidro, 2001.[8]

- El 26 de mayo de 1551, se aprueba en Aranda de Duero la petición del Guardián del monasterio Domus Dei[9] de La Aguilera para que se haga una copia autentificada de los cuadernos que guarda el monasterio relativos a los milagros atribuidos a San Pedro Regalado, consignando los testimonios de los testigos llamados a declarar. Concretamente, se cita una curación que comienza a realizarse en Villatuelda.[10]

Siglo XVII
- Mientras se construía la bóveda de la capilla mayor del convento Domus Dei de La Aguilera, un niño de trece años hijo de un albañil de Villatuelda cayó desde un andamio sin que le ocurriera nada, siendo considerado el hecho un milagro logrado por la intercesión de San Pedro Regalado.[11]

Siglo XIX - Siglo XX
- Durante el período 1820-1927, Terradillos de Esgueva estuvo agregado al Ayuntamiento de Villatuelda.[12]

## Monumentos y lugares de interés
Tiene una fuente y un puente romanos (siglos I-II).
La iglesia parroquial de San Mamés es de estilo románico de transición al gótico. La entrada del templo estuvo protegida por un sencillo pórtico hasta que, en la década de los 70, se eliminó dicho elemento. La parroquia cuenta con un retablo gótico del siglo XVI. Un cristo gótico de considerable tamaño y buena factura que perteneció a esta parroquia, se encuentra actualmente en la iglesia de San Julián de Burgos. En vez de torre, tiene espadaña.
Junto a la carretera BU-113, que discurre paralela al río Esgueva, pueden observarse dos palomares circulares. También encontraremos bodegas tradicionales y un antiguo molino harinero.

### Románico del Esgueva
Partiendo de Villatuelda y siguiendo el itinerario del río hacia su nacimiento, encontraremos interesantes muestras del Románico del Esgueva en Terradillos de Esgueva, Pinillos de Esgueva, Santibáñez de Esgueva y otras localidades del valle.

### Rutas
- PCR-BU 74 - Sendero de los lagares del río Esgueva.[16][17]

## Demografía
Villatuelda cuenta con una población de 53 habitantes (INE 2024).
| Gráfica de evolución demográfica de Villatuelda entre 1842 y 2021 |
| |
| Población de derecho según los censos de población del INE. Población de hecho según los censos de población del INE.Entre el censo de 1857 y el anterior, crece el término del municipio porque incorpora a Terradillos de Esgueva. Entre el censo de 1930 y el anterior, disminuye el término del municipio porque independiza a Terradillos de Esgueva. |

## Economía
La economía de Villatuelda se basa en la agricultura de cereales, la ganadería ovina (lechazo de Castilla y León) y el cultivo de la vid. Cuenta con bodegas de la Denominación de Origen Ribera del Duero.

## Cultura

### Tradiciones antiguas
- Antes de la guerra civil, cuando aún no había instalación eléctrica en el pueblo, durante las largas noches de invierno los vecinos acostumbraban a reunirse en las cocinas al calor del hogar y a la luz del candil; durante horas, allí se comentaban dichos y se cantaban romances.[20]
- Las niñas solían jugar a la comba y al corro, mientras entonaban cancioncillas infantiles al ritmo del juego, y los niños al aro. Los jóvenes, por su parte, jugaban a la tuta o tarusa, a los bolos y a la pelota.[20]
- Coincidiendo con la última noche del mes de febrero, los mozos o jóvenes solteros del pueblo cantaban las marzas y, a cambio, recibían un aguinaldo con el que posteriormente organizaban una merienda colectiva en las bodegas subterráneas.[20]
- Hasta mediados del siglo XX, era costumbre acudir a la romería que tenía lugar el día 13 de mayo en el Santuario de San Pedro Regalado de La Aguilera y que hoy día continúa celebrándose.[20]
- Hasta mediados del siglo XX, muchos villatueldanos acudían al mercado semanal de Roa, tradición que data del año 1465 y que aún continúa celebrándose los martes en la villa raudense.[20]

### Tradiciones actuales
- Fiestas patronales de San Mamés, que se celebran el primer fin de semana de agosto. El viernes por la noche hay chocolatada popular en el centro social (antigua escuela unitaria); el sábado, procesión con la imagen de San Mamés y baile con orquesta y, el domingo, procesión con la imagen del Sagrado Corazón de Jesús y baile con orquesta. A la imagen de San Mamés se le suele colocar un racimo de uvas, ya que Villatuelda pertenece a la D.O. Ribera del Duero.[21]
- Procesión que se celebra el domingo de Pascua de Resurrección, con la imagen de la Virgen de las Angustias y un crucifijo; cuando ambas imágenes se encuentran en la plaza Mayor, a la Virgen se le quita el manto de luto y se le pone un manto de gala.
- Fiesta patronal de la Virgen de las Angustias, el día 7 de diciembre, con procesión. La imagen de la Virgen suele ir adornada con varas llenas de rosquillas, aportadas por devotos generalmente cumpliendo una promesa y que luego son sorteadas entre los vecinos.

### Folclore
- Hasta el primer tercio del siglo XX, se conservaron las canciones de ciego y los romances entonados generalmente por las ancianas del pueblo.[22]
- Hasta la década de los 60, los mozos del Villatuelda cantaron las marzas.[23][24]

### Leyendas
- La leyenda del túnel hace referencia a las razias periódicas que sufrían los territorios cristianos cercanos al Duero y, más concretamente, Villatuelda, por parte de los musulmanes en el transcurso del siglo X.[25]

### Parroquia
Iglesia católica de San Mamés Mártir, dependiente de la parroquia de Torresandino en el arciprestazgo de Roa, diócesis de Burgos.

## Administración y política
- Actualmente, el Ayuntamiento de Villatuelda se rige por el sistema de Concejo abierto.[28]

- Fiestas patronales: San Mamés (primer sábado de agosto) y la Virgen de las Angustias (7 de diciembre).
- Código postal: 09310
- Oficina de correos: Torresandino
- Centro de salud: Roa
- Hospital de referencia: Hospital de los Santos Reyes de Aranda de Duero  (enlace roto disponible en Internet Archive; véase el historial, la primera versión y la última).
- Teléfono de emergencias: 112
- Asistente sociaL: CEAS de Roa
- Altitud máxima: 946 m. (Chorreales)[29]
- Altitud media: 913 m.
- Carretera: BU-113
- Aeropuertos cercanos: Aeropuerto de Burgos y Aeropuerto de Valladolid

### Alcaldes
- Alcaldes de Villatuelda posteriores a la guerra civil española (período 1939-1979): Eulampio Calvo Tamayo, Saturnino González de las Heras y Lorenzo Tamayo Izquierdo.

| Legislatura | Nombre                   | Partido político |
| ----------- | ------------------------ | ---------------- |
| 1979–1983   | Teodoro Tamayo Izquierdo | UCD              |
| 1983–1987   | Cayetano Muñoz Calvo     | Alianza Popular  |
| 1987–1991   | Gonzalo Tamayo González  | Alianza Popular  |
| 1991–1995   | Ausencio Monge Herrero   | Partido Popular  |
| 1995–1999   | Ausencio Monge Herrero   | Partido Popular  |
| 1999–2003   | Ausencio Monge Herrero   | Partido Popular  |
| 2003–2007   | Ausencio Monge Herrero   | Partido Popular  |
| 2007–2011   | Ausencio Monge Herrero   | Partido Popular  |
| 2011–2015   | Gonzalo Tamayo González  | Partido Popular  |
| 2015–2019   | Gonzalo Tamayo González  | Partido Popular  |
| 2019–2023   | Ángel García González    | Partido Popular  |